# Emma Dante
Emma Dante (anhörenⓘ; geboren 6. April 1967 in Palermo) ist eine italienische Autorin und Theaterregisseurin.

## Leben
Emma Dante wuchs in Catania auf, wo sie das Lyceum besuchte. In Palermo traf sie auf Michele Perriera, einen Vertreter der  Gruppo 63. Von 1987 bis 1990 studierte sie Dramaturgie und Regie an der Accademia nazionale d’arte drammatica in Rom. Sie wandte sich dem avantgardistischen Theater zu und arbeitete mit Roberto Guicciardini. Ab Mitte der 1990er Jahre arbeitete sie in Turin bei Gabriele Vacis. 1999 gründete sie in Palermo die Gruppe „Compagnia Sud Costa Occidentale“.
Sie arbeitet als Schauspielerin, Theaterautorin und Regisseurin. Sie inszenierte ihre eigenen Bühnenstücke unter anderem auch in Rom, Paris und New York. Sie wurde als Regisseurin eigener Stücke nach Aix-en-Provence, Venedig, Vicenza und zum Festival d’Avignon eingeladen. Mit Die Schwestern Macaluso trat ihre Gruppe 2015 auch am Theater an der Ruhr auf. Ihre Inszenierung der Oper Carmen eröffnete 2009 die Opernsaison in der Mailänder Scala. 2012 debütierte sie an der Pariser Oper mit La muette de Portici. Die Inszenierung erhielt den Premio Abbiati der italienischen Musikkritik. 2014 inszenierte sie Feuersnot am Teatro Massimo in Palermo.
Ihr Roman Via Castellana Bandiera erhielt 2009 den Premio Vittorini. Dante verfilmte ihn selbst, er wurde 2013 beim Filmfestival in Venedig gezeigt, bei dem Elena Cotta mit der Coppa Volpi ausgezeichnet wurde. Beim Tallinn Black Nights Film Festival erhielt Emma Cotta 2023 den Grand Prix für den besten Film für Misericordia.

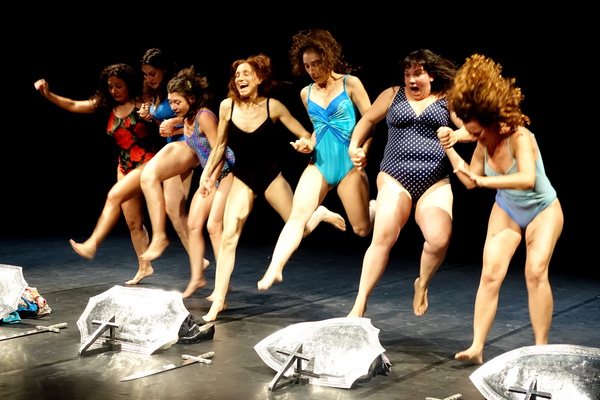
Emma Dante: Le sorelle macaluso, in Avignon (2014)

## Werke (Auswahl)
- La favola del pesce cambiato. Mondaino, 2007
- Carnezzeria. Trilogia della famiglia siciliana. Vorwort Andrea Camilleri. Fazi, 2007
- Via Castellana Bandiera. Rizzoli, 2008
  - Mitternacht in Palermo: Roman. Übersetzung Christiane v. Bechtolsheim. München : Luchterhand, 2010
- La trilogia degli occhiali. Drama. Rizzoli, 2011
- Anastasia, Genoveffa e Cenerentola. La tartaruga Edizioni, 2011

Film
- Via Castellana Bandiera. 2013
- Le sorelle Macaluso. 2014
- Misericordia. 2023